# قرار مجلس الأمن التابع للأمم المتحدة رقم 13
قرار مجلس الأمن التابع للأمم المتحدة رقم 13، اعتمد في 12 ديسمبر 1946. بعد دراسة طلب سيام (تايلاند الآن) للحصول على عضوية في الأمم المتحدة، أوصى المجلس الجمعية العامة بقبول سيام. تم اعتماد القرار بالإجماع.